# Diplasiolejeunea ranomafanae
Diplasiolejeunea ranomafanae är en bladmossart som beskrevs av Tamás Pócs. Diplasiolejeunea ranomafanae ingår i släktet Diplasiolejeunea och familjen Lejeuneaceae. Inga underarter finns listade i Catalogue of Life.